# Sadza

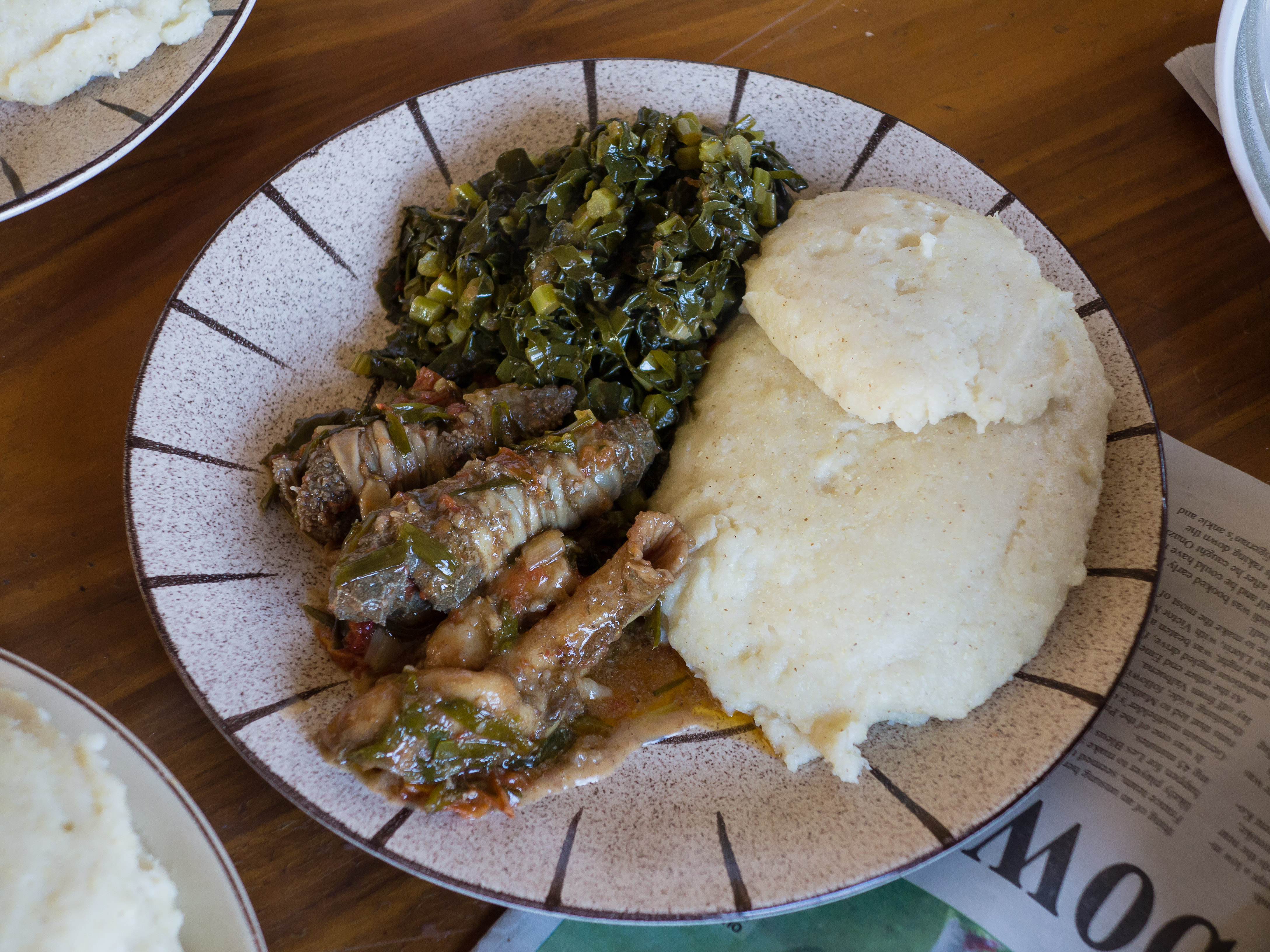
Comida típica de Zimbabue, con sadza, verduras y despojos de cabra.

Sadza es el nombre en idioma Shona que se da a una harina de grano en polvo cocinada que es el alimento básico en Zimbabue. Otros nombres incluyen isitshwala ( idioma ndebele del norte). Esta comida se cocina extensamente en otros países de la región. Se conoce como sima en el idioma Chichewa de Malaui, y como pap en Sudáfrica.
El aspecto de la Sadza es el de unas gachas espesas. La forma más común de hacer la sadza es con maíz blanco (maicena). A esta harina de maíz se la conoce como hupfu en Shona or impuphu en Ndebele. A pesar de que el maíz es realmente una cosecha importada a Zimbabue (hacia el año 1890), se ha convertido en la fuente clave de glúcidos y en la comida más popular para los pueblos indígenas. Los vecinos o bien compran la harina en puntos de venta o la producen en un molino a partir de su propio maíz.
Antes de la introducción del maíz, la sadza se hacía de harina de mijo.
La preparación es un proceso más complicado de lo que puede parecer en un principio a juzgar por el aspecto de la comida.
La sadza normalmente se sirve en un cuenco común o en platos separados y se coge con la mano derecha, se enrolla en bolas y se moja en salsa, gravy, o en un guisado de verduras.

## Comidas destacadas que se comen con sadza
- Carne roja (conocida como nyama en Zimbabue)
- Carne blanca (conocida como huku o inhlanzi – carne del pollo)
- Huesos
- Phaseolus lunatus
- Gonimbrasia belina (oruga comestible)
- Leche agria

## Enlaces relacionados
- Costumbres de Zimbabue

- Educación nutricional a largo plazo

- Datos: Q7398163
- Multimedia: Sadza / Q7398163